# Centistes scutellaris
Centistes scutellaris är en stekelart som beskrevs av Sergey A. Belokobylskij 1992. Centistes scutellaris ingår i släktet Centistes och familjen bracksteklar. Inga underarter finns listade.